# Лос-Ібанес (Техас)
Лос-Ібанес (англ. Los Ybanez) — місто (англ. city) в США, в окрузі Доусон штату Техас. Населення — 28 осіб (2020).

## Географія
Лос-Ібанес розташований за координатами 32°43′9″ пн. ш. 101°55′3″ зх. д. / 32.71917° пн. ш. 101.91750° зх. д. (32.719195, -101.917507).  За даними Бюро перепису населення США в 2010 році місто мало площу 0,22 км², з яких 0,22 км² — суходіл та 0,00 км² — водойми.

## Демографія
Згідно з переписом 2010 року, у місті мешкало 19 осіб у 8 домогосподарствах у складі 5 родин. Густота населення становила 87 осіб/км².  Було 10 помешкань (46/км²).
Расовий склад населення:
| - 36,8 % — білих - 10,5 % — корінних американців - 52,6 % — осіб інших рас |

До двох чи більше рас належало 0,0 %. Частка іспаномовних становила 73,7 % від усіх жителів.
За віковим діапазоном населення розподілялося таким чином: 10,5 % — особи молодші 18 років, 79,0 % — особи у віці 18—64 років, 10,5 % — особи у віці 65 років та старші. Медіана віку мешканця становила 46,3 року. На 100 осіб жіночої статі у місті припадало 216,7 чоловіків;  на 100 жінок у віці від 18 років та старших — 325,0 чоловіків також старших 18 років.
Цивільне працевлаштоване населення становило 6 осіб. Основні галузі зайнятості: роздрібна торгівля — 83,3 %, освіта, охорона здоров'я та соціальна допомога — 16,7 %.